# ウワガキ
『ウワガキ』は、八十八良による日本の漫画作品。

## 概要
『ウワガキ』は『Fellows!』（エンターブレイン）にて、vol.5からvol.24にかけて連載された。vol.25に番外編が掲載された。単行本は全4巻。話数表記は「第○話」。
作者初の長編連載作品。Fellows!編集部からのオファーにより、それまでの成人向け漫画ではない読み切りを3作描いたところで、読者アンケートが好評だったらしく「次は連載をやりましょう」という話になり、本作品が作られた。

## あらすじ
『好きな女の子にそっくりな人を、愛せますか？』
冴えない高校生のアジオは、同級生の千秋に片想い中。だがある放課後、事件が起きた。謎めいた化学教師・山田の仕業で、なんと千秋がふたりに分裂してしまったのだ！ついさっき千秋にフラれたばかりのアジオは、なんと『分裂したほう』の千秋と付き合えることに！ただしひとつ条件があった。それは、山田の「人間の恋愛感情について」という研究テーマの実験台になることだった。その実験とは、『分裂したほう』の千秋から、千秋が今付き合っている彼氏に関する記憶を全て消去したうえで、『彼氏の記憶がない千秋をアジオが口説いたらどうなるか？』を数ヶ月間観察するというものだった。…実験終了後、千秋とコピーは再び元の一人に『融合』されるが、その時に『スキ』の気持ちが上回っていた方の恋愛感情に、もう一人の恋愛感情が『ウワガキ』され消去されてしまうのだという。また実験は、記憶を消された千秋のコピーを、アジオの家に無理やり同居させて行うという。
千秋を諦めきれないアジオは二つ返事で了承するが、分裂した二人の千秋はもちろん承諾しない。しかし山田に有無を言わさず記憶を改変された千秋のコピーは、アジオとの同居を喜んで受け入れる。
アジオ、千秋、千秋のコピー……恋の勝者は誰？　そして上書きされてしまう敗者は誰！？

## 登場人物

### 主要キャラクター
安治川良男（あじかわ よしお）
主人公。共学の高校に通う。通称アジオ。千秋のことが好きだが、特にこれといった長所のないヘタレ。化学教材の遠心分離機を壊した罰として、放課後に千秋と一緒に掃除をさせられている時に、告白もしていないのに千秋本人に恋愛感情を見抜かれ、「だーからアタシに惚れても無駄だって 諦めろアジオ」と言われてしまう。そこに化学教師の山田が現れ、有無を言わさず千秋を二人に分裂させてしまい、物語が始まる。
小秋と付き合い始めると、アジオが本来持っていた「好きな相手を守るためなら自らの危険を厭わない」誠実さが発動し、徐々に「ヘタレ」の汚名を雪ぐ行動を見せるようになる。
千秋を好きになったきっかけである千秋のポエミーな言葉「夏の指紋」が元は和也の発言であったことから、「和也に関する記憶を完全に消去された」小秋は、「夏の指紋」のことを憶えていない。…そんな小秋を好きになっても良いのか？と悩むようになる。
照井千秋（てるい ちあき）
ヒロインの一人。アジオのクラスメイト。ロングヘアで容姿端麗だが男勝りな性格で、少々雑で無謀な一面も持っている。アジオが自分を好きであることを見抜き、告白される前に振ってしまうが、そこに突然化学教師の山田が現れ、自分そっくりのコピーを作られてしまう。山田から実験の話を聞き即座に断るが、拒否するなら分離した二人を融合させたうえで遠心分離機を壊した罰としての掃除当番が今後も続くと聞かされ、迷っているうちにアジオが実験を承諾、山田は有無を言わさずコピーの「アジオとの同居を拒む気持ち」を消去したため、自分の意志とは無関係に奇妙な実験が始まることになる。古本屋でバイトをしており、そのバイト先で知り合った大学生、和也と交際している。キスは済ませているが、それより先はまだの関係。
小秋を分離されたその日に、和也にいきなり別れ話を持ちかけられる。一旦よりを戻すものの突然連絡が取れなくなり、バイト先の履歴書から得た住所（大学の寮）に押し掛け、居留守を使う和也とその友人を逆に騙して和也をおびき出すことに成功するが、今度こそ和也本人から「他の女性と付き合うことに決めた」と告げられる。…しかし諦めきれない千秋は、山田に「和也のコピーを作れないか？」と持ちかける。
照井小秋（てるい こあき）
ヒロインの一人。山田が作った千秋のコピー。「小秋」は、「千秋の双子の妹」という設定で千秋達のクラスに転入した際、担任の山田が黒板に「照井コピー」と書いて紹介しようとしたため、山田をどついてとっさに小秋が口走った名前。性格、容姿いずれもコピー元の千秋と全く変わらないが、山田がコピー直後に彼氏（和也）に関する全記憶を即座に消去し、アジオの実験承諾後に有無を言わさず「アジオの家に居候する」ことへの抵抗感を消去したため、何の疑問も抱かずにアジオとの同居生活をスタートさせる。元々千秋の性格がサバサバしているため、すぐに安治川家での居候生活に馴染んでいる。一人っ子なので賑やかな安治川家での居候は楽しいという。千秋と全く同じ髪型では紛らわしいため、すぐにショートカットにしたが、実はロングヘアは和也の好みであり、千秋はその好みに合わせていた。ショートカットの小秋を見た千秋は、ほんとうに小秋の記憶から和也のことが完全に消えていることを実感する。
やがて、誠実なアジオを真剣に好きになるが、自分が千秋の「スキ」を上書きしても良いのだろうかと悩む。

### 安治川家
良男の母
40歳代の専業主婦。料理上手でしっかり者だが、細かいことにこだわらない鷹揚な性格で、山田に精神を操作されることなく、小秋の同居を承諾した。最初は小秋に「あんた可愛いんだからウチの子なんて相手しちゃダメよ」と言っていた。少しジト目気味で、咲子のジト目は母からの遺伝と思われる。やがて真知子と一緒に、良男と小秋を強引にくっつけようとする側に回る。
安治川真知子（あじかわ まちこ）
良男の姉。良男たちと同居している。店員がコスプレ（ピナフォア、ヘッドドレス、編み上げブーツで固めたロリータ・ファッション）をしているケーキ店「アリスの小部屋」でバイトをしている。（後に小秋もこの店でバイトをすることになる。）さっぱりとした性格のグラマーな美人だが、彼氏はいないようだ。良男と小秋の恋路を応援するが、現役JKというステータスを持つ小秋に対抗するためにマスコットガールとして自ら連れてきた咲子に「アリスの小部屋」での人気を根こそぎ奪われたことや、良男が小秋を中々口説かないことに業を煮やし、たびたびやけ酒（缶ビール）を飲んでいる。
安治川咲子（あじかわ さきこ）
良男の妹。小学生。良男たちと同居している。ジト目だが美少女。歳のわりに大変しっかりしており、同居初日に「千秋（小秋）は良男のことを嫌いだからフッたのではない」ことを見抜いた。口数は少ないが、小秋の同居を喜び、豊富な知識と女の勘、そして「愛」を武器に、良男と小秋にあれこれと的確な恋のアドバイスを行う。スイーツに目がない。好きなフルーツはいちじく。
良男の父
九州に単身赴任しているため、物語には登場しない。

### 高校
山田太郎（やまだ たろう）
アジオ達が通う高校の、謎の化学教師。アジオ、千秋、小秋のクラスの担任。変装する時を除き、どんな時でも白衣を着ている。何の道具も使わずに、一瞬にして物体や生物（自分を含む）を分裂させたり融合させたりする能力を持ち、人間の怪我も骨折程度なら一瞬で治すことができる。アジオに「…何者？」と聞かれ、「宇宙人、未来人、異次元人、魔法使い、エトセトラ、エトセトラ」と答え、「好きに呼んでもらって構わんよ」と返しており、正体は不明。実に飄々とした掴みどころのない性格で、思ったことをズケズケと言う。千秋のことを「照井君」、小秋のことを「コピー君」と呼び分け、決して「小秋君」とは呼ばない。かなり天然ボケなところがあり、小秋とアジオを無理やり仲良くさせるために遊園地のチケットを提供してデートすることを強要するが、金欠なので1枚しか提供せず、アジオ達に「いつもみたいにコピーすれば？」と聞かれると「金券の複製は犯罪じゃないか(笑)」と返した。アジオ達からは「…じゃあ人間のコピーはいいのか？」と心のなかでツッコまれている。天然ボケ以外にも、「立夏を過ぎたのだから季節は夏だ、だから海で泳ごう」と強引に千秋達を海に連れてくるなど、地球のことを余り知らない節がある。（立夏は現在の暦では5月上旬であり、まだ日本の海で泳ぐには早すぎる。）
分裂後の千秋と小秋の心理状態は、山田のノートパソコンでグラフ化され、モニターできるようになっている。
単行本収録の「ウワガキ愛の4コマ劇場」では栗まんじゅうを笑いながらひたすらコピーしまくり、アジオ達に「どーする？」「宇宙の果てに捨てちゃう？」「先生ごとな」と言われるシーンがある。（「ドラえもん」のひみつ道具「バイバイン」へのオマージュ）
また、「僕もう未来に帰る！」と言って勉強机の引き出しに飛び込み、アジオ達に「引き出しにタイム…」と驚かれるが、引き出しの底板を突き破って「なーんちゃって」と笑い、アジオ達をウザがらせた。
石崎
アジオ達が通う高校の女性国語教師。眼鏡をかけた如何にも「堅物」という人柄と地味な容姿から、千秋からは「じみ子」とあだ名されている。一方でカバディの熟達者で、クラス対抗競技大会では強者振りを発揮するが、その大会で転びそうになったところを山田にお姫様だっこで助けられたことから、一瞬で山田に惚れてしまい、お菓子や弁当を作って尽くすようになる。（千秋と小秋からは「山田だけはやめろ」とたしなめられている。）…しかし料理はヘタで、ネットや本で調べた初心者向けレシピそのままの料理を作ったため、タルトのパイシートが冷凍食品であることや、カスタードが「料理研究ブロガーの『楽ちんカスタードクリーム』のレシピに忠実」と山田に看破され、「機械的に美味しい」「（手抜き料理は）合理的」と評され、落ち込んでいる。（山田には悪気はないようである。）国語の教師だが英語が堪能で、英語教師ではなく石崎がスミスの通訳を務めている。
ヤギ
千秋と見分けがつかないことを利用して、小秋があらゆる用事を全て千秋になすりつけた時になぜか飼育を頼まれたヤギ。その後山田が引き取るが、山田によって特殊な能力を授けられたのか、カバディに選手として参加したり、重要な場面では股間への突進攻撃で敵を排除するなど、もはや家畜以上の存在感を放っている。人間の感情も理解できるようで、落ち込んだ千秋に擦り寄り、慰めたりしている。
ジェーン・スミス
イギリス・バーミンガムからアジオ達が通う高校に1ヶ月限定で視察に来た教師。妙に山田に近づこうとする。…どうやらウラの顔があるようだが…？

### 千秋のバイト先（古本のヨシタニ）
佐藤和也（さとう かずや）
千秋と一緒に働いている大学生。かなりのイケメン。千秋と付き合っていたが、訳あって千秋に別れ話を持ちかける。千秋を嫌いになった訳ではなく、別の「スキ」を貫きたいと思ったからであり、できるだけ千秋を傷つけないよう、自分が悪者になるよう仕組んでいた。本当は女性への細やかな気遣いのできる誠実さを持っている。一旦は千秋とよりを戻すが、デートの翌日に突然バイトを辞め、携帯も繋がらなくなる。
千秋と正式に別れた後のバイト面接会場でアジオと出会い、アジオと仲良くなった和也は「和也の記憶がない千秋」である小秋と鉢合わせすることになる。
彼女へのプレゼントのセンスがなく、趣味の悪い腕時計や変なアクセサリーを千秋に贈っている。また、意外と嫉妬深く、子供っぽい面を持っている。
店長
眼鏡をかけた中年男性。和也を探し出すためにバイトを放棄する千秋を許す、寛大な一面を持っている。

### 和也関係
佐和（さわ）
企業の研究職に就いている社会人。和也の高校時代からの先輩（2学年上）で、和也は佐和の家に転がり込んでいる。くしゃくしゃのくせっ毛眼鏡で、美人だが非常にドライで気まぐれな性格。（作者の次回連作作品「不死の猟犬」の主人公、風鈴と瓜二つの容姿であり、作者の好みのタイプであることが推察される。）アメリカの親会社（研究所）にずっと以前からヘッドハンティングされていたが、和也と離れたくないことから誘いを断っていた。和也をアメリカに連れて行く算段がついたため、渡米を受け入れた。和也は佐和に何度もアタックしていたが一向に佐和が振り向かないため、佐和を忘れるために千秋からの告白を受け入れたが、その直後、佐和から一緒に渡米しないかと言われ、佐和の誘いを受け入れた。そのために大学を退学し、千秋とも別れた。
料理や買い物はほぼ全て同居人の和也に任せている。時々料理もするが、和也のために弁当を作ると自ら進言しておきながら、弁当箱の半分までおかずを作ったところで飽きてしまい、そのまま和也に持たせるような性格。格闘ゲームが趣味。

## 用語
ラブラブチェッカー
山田がどこからともなく出した、千秋と小秋の恋愛感情の強さを測定する機械。高さ2.5メートル、幅2メートル近い大きな装置で、これを使うことでどちらの「スキ」が勝っているかを測定できる。…しかし本機械は結局一度も使われずに物語は終了した。
融合
「スキ」の感情の上書きは前述の通りだが、「スキ」の感情は「フラれた後の片思い」でも有効であることが後に山田から語られた。肉体的には、分裂した二人が融合されるとき、オリジナルとコピーの間に何らかの差異が生じた場合、「データ欠損」として認識され、もう一方のデータを元に欠損が補完される。即ち小秋のショートカットは毛髪の欠損とみなされ、融合後はロングヘアに戻ることになる。処女膜も、一方が処女のままなら、データ欠損とみなされ再生される。山田は小秋にこれを「零戦22型と32型を融合させたらとりあえず翼端は22型と同じになるって感じ」と説明したため、「その喩えで全然わからなくなってきた」と呆れられている。

## 書誌情報
- 八十八良『ウワガキ』 エンターブレイン〈ビームコミックス〉 全4巻
  1. 2010年6月25日初版発行 ISBN 978-4047265851
  2. 2011年3月25日初版発行 ISBN 978-4047271487
  3. 2012年2月27日初版発行 ISBN 978-4047278257
  4. 2012年11月27日初版発行 ISBN 978-4047284067